# Robert Wisdom
Pour les articles homonymes, voir Wisdom.
Robert Wisdom est un acteur américain né le 14 septembre 1953 à Washington (district de Columbia).

## Biographie

### Carrière
Il est connu notamment pour son rôle du major Howard Colvin dans la série télévisée Sur écoute et son passage dans la série Prison Break.

## Filmographie
Sauf indication contraire, les informations mentionnées dans cette section peuvent être confirmées par la base de données cinématographiques IMDb,  présente dans la section « Liens externes ».

### Cinéma
- 1994 : Trou de mémoire (Clean Slate) de Mick Jackson : Mort
- 1996 : Hellraiser: Bloodline de Kevin Yagher : Gambler Cenobite - Corbuiser (non crédité)
- 1996 : That Thing You Do! de Tom Hanks : Bobby Washington
- 1996 : Invader de Mark H. Baker : Colonel Jessie Pratt
- 1996 : No Easy Way de Jeffrey Fine : Gérant du motel
- 1997 : Volcano de Mick Jackson : O.E.M. Staffer #2
- 1997 : Volte/face (Face/Off) de John Woo : Tito Biondi
- 1997 : Stir de Rodion Nakhapetov : Detective Williams
- 1997 : Jamaica Beat de Mark Melnick : Inspecteur Sterling
- 1998 : Three Businessmen (en) de Alex Cox : Leroy
- 1998 : Mon ami Joe (Mighty Joe Young) de Ron Underwood : Kweli
- 1999 : How to Get Laid at the End of the World de Lori Fontanes : Quonset Jones
- 2000 : The Heist de Kurt Voss : Slim
- 2000 : Dancing at the Blue Iguana de Michael Radford : Eddie
- 2001 : Rocky Road de Geoff Cunningham : Michael Jones
- 2001 : Storytelling de Todd Solondz : Mr Scott
- 2001 : Osmosis Jones de Peter et Bobby Farrelly : (voix)
- 2001 : Hollywood Palms de Jeffrey Nachmanoff : Le Hollandais
- 2001 : D.C. Smalls de Alexandra Valenti : Miles
- 2002 : Zone violente (Coastlines) de Victor Nuñez : Bob Johnson
- 2003 : Masked and Anonymous de Larry Charles : Lucius
- 2003 : Un duplex pour trois (Duplex) de Danny DeVito : Dan
- 2004 : Barbershop 2 (Barbershop 2: Back in Business) de Kevin Rodney Sullivan : Alderman Lalowe Brown
- 2004 : Killer Diller (en) de Tricia Brock : Moker
- 2004 : Haven de Frank E. Flowers : Mr Sterling
- 2004 : Ray de Taylor Hackford : Jack Lauderdale
- 2004 : Mémoire effacée (The Forgotten) de Joseph Ruben : Carl Dayton
- 2004 : Crazy like a Fox (en) de Richard Squires : Roy Fowler
- 2005 : Crazy in Love (Mozart and the Whale) de Petter Næss : Blume
- 2006 : Dressé pour vivre (The Hawk Is Dying) de Julian Goldberger : Billy Bob
- 2007 : Écrire pour exister (Freedom Writers) de Richard LaGravenese : Dr Carl Cohn
- 2007 : Sex and Death 101 de Daniel Waters : Alpha
- 2008 : Ball Don't Lie (en) de Brin Hill : Officier Perkins
- 2009 : The Collector de Marcus Dunstan : Roy
- 2010 : Sympathy for Delicious de Mark Ruffalo : Prendell
- 2010 : Passion Play de Mitch Glazer : Malcolm
- 2011 : Bright de Benjamin Busch : Irwin
- 2011 : Rampart de Oren Moverman : Captain
- 2012 : The Dark Knight Rises de Christopher Nolan : Un des soldats sur le pont
- 2012 : Unités d'élite (Freelancers) de Jessy Terrero : Terrence Burke
- 2014 : Vertiges (The Loft) d'Erik Van Looy : détective Cohagan
- 2016 : Live Cargo (en) de Logan Sandler : Roy
- 2017 : Rivales (Unforgetable) de Denise Di Novi : détective Pope
- 2018 : Beast of Burden (en) de Jesper Ganslandt : Mallory
- 2018 : Revival! de Danny Green : collaborateur du père de Jesus
- 2019 : Brooklyn Affairs (Motherless Brooklyn) d'Edward Norton : Billy Rose
- 2021 : Nos pires amis (en) (Vacation Friends) de Clay Tarver : Harold
- 2021 : A Journal for Jordan de Denzel Washington : Sgt. T.J. Canedy

### Télévision

#### Séries télévisées
- 1990 : The Bill : Johnny Olina-Olu (saison 6, épisode 102)
- 1993 : Hercule Poirot : un serveur (saison 5, épisode 1 : La Malédiction du tombeau égyptien)
- 1996 : The Sentinel : Lieutenant Williams (saison 1, épisode 4)
- 1997-1999 : Cracker : Inspecteur Danny Watlington (15 épisodes)
- 1997-1999 : Poltergeist : Les Aventuriers du surnaturel (Poltergeist: The Legacy) : Daniel Euwara (4 épisodes)
- 1998 : Arliss : ? (saison 3, épisode 13)
- 1998 : Dharma et Greg (Dharma and Greg) : Prospero (saison 2, épisode 2)
- 1999 : Wasteland : Professeur James (saison 1, épisode 1)
- 2001 : Urgences (ER) : Dr Hammond (saison 7, épisode 10)
- 2001 : Washington Police (The District) : Mr. Broyles (saison 2, épisode 5)
- 2002 : New York Police Blues (NYPD Blue) : Eric Green (saison 9, épisode 13)
- 2003 : Espions d'État (The Agency) : Mr. Banga (saison 2, épisode 15)
- 2003 : Le Cartel : Rolando (mini-série)
- 2003 : Boomtown : Chronic (saison 1, épisode 14)
- 2003 : Amy (Judging Amy) : D.A. Matthews (saison 5, épisode 4)
- 2003-2008 : Sur écoute (The Wire) : Maj. Howard 'Bunny' Colvin (27 épisodes)
- 2004 : Century City : ? (saison 1, épisode 9)
- 2005 : Inconceivable (en) : Earl Godchaux (saison 1, épisode 4)
- 2007 : Close to Home : Juste Cause : Révérend Scofield (saison 2, épisode 22)
- 2007 : The Nine : 52 heures en enfer : Clarence Jones (saison 1, épisode 11)
- 2007-2008 : Prison Break : Lechero (saison 3, 13 épisodes)
- 2008-2009 : Supernatural : Uriel (4 épisodes)
- 2009 : NCIS : Enquêtes spéciales : Warden Gene Halsey (Saison 6, épisode 12)
- 2009 : Lie to Me : Bonds (saison 1, épisode 1)
- 2009 : How I Met Your Mother : McCracken, le directeur du LaserTag (saison 4, épisode 19)
- 2009 : New York, unité spéciale : Père Théo Burdett (saison 10, épisode 17)
- 2010 : Happy Town : Roger Hobbes (8 épisodes)
- 2010 : Hawthorne : Infirmière en chef : Calvin Jenkins (saison 2, épisode 4)
- 2010-2011 : Burn Notice : Vaughn Anderson (8 épisodes)
- 2011 : Nikita : Directeur CIA (saison 1, épisode 22)
- 2012 : Comedy Bang! Bang! (en) : acteur policier (saison 1, épisode 6)
- 2012-2013 : : Nashville : Coleman Caldwell (22 épisodes)
- 2013 : Grey's Anatomy : Mr Hamilton (saison 10, épisode 9)
- 2014 : Legends : Conrad Tomlin (saison 1, épisode 9 et 10)
- 2014-2015 : Chicago PD : Commandant Fischer (9 épisodes)
- 2015 : 12 Monkeys : Jeremy (saison 1, épisode 1)
- 2015-2019 : Ballers : Dennis (22 épisodes)
- 2016-2017 : Rosewood : Gerald Kelly (7 épisodes)
- 2016-2017 : Flaked : George (13 épisodes)
- 2017 : Seven Bucks Digital Studios : Dennis Jerret (saison 2, épisode 52)
- 2018-2020 : L'Aliéniste : Cyrus Montrose (18 épisodes)
- 2019 : Blue Bloods : Inspecteur André Clifford (saison 9, épisode 15)
- 2019 : The Fix : Buck Neal (7 épisodes)
- 2019 : The Hot Zone : Colonel Vernon Tucker (5 épisodes)
- 2019 : Watchmen : Seymour (saison 1, épisode 2 et 9)
- 2020 : Helstrom : Caretaker (8 épisodes)
- 2021 : The Big Leap (en) : Earl senior (3 épisodes)
- 2021 : Barry : Jim Moss (3 épisodes)
- 2022 : Black Bird : Edmund Beaumont (4 épisodes)

#### Téléfilms
- 1995 : Sahara (en) de Brian Trenchard-Smith : Tambul
- 1996 : If These Walls Could Talk de Cher : Policier (segment "1996")
- 2000 : Pour l'amour ou le pays} (For Love or Country: The Arturo Sandoval Story) de Joseph Sargent : Oscar Valdez
- 2002 : En direct de Bagdad (Live From Baghdad) de Mick Jackson : Bernard Shaw

## Jeux vidéo
- 1997 : D.A. Pursuit of Justice (en) : John Benson
- 2008 : Spider-Man : Le Règne des ombres : Luke Cage
- 2009 : Le Seigneur des anneaux : L'Âge des conquêtes : Uruk-Hai Officer #2
- 2012 : Call of Duty: Black Ops II : Jonas Savimbi

## Voix françaises
En France
| - Jean-Louis Faure (*1953 - 2022) dans : - Mémoire effacée - Prison Break (série télévisée) - Supernatural (série télévisée) - NCIS : Enquêtes spéciales (série télévisée) - Lie to Me (série télévisée) - Happy Town (série télévisée) - Hawthorne : Infirmière en chef (série télévisée) - Burn Notice (série télévisée) - Rivales - Thierry Desroses dans : - Ray - L'Aliéniste (série télévisée) - The Hot Zone (série télévisée) - Helstrom (série télévisée) - Star Trek: Strange New Worlds (série télévisée) - Jean-Michel Martial (*1952 - 2019) dans : - Mon ami Joe - Chicago Police Department (série télévisée) | - Frantz Confiac dans : - Passion Play - Black Bird (mini-série) - Jean-Michel Vovk dans (les séries télévisées) : - Flaked - Nashville - Günther Germain dans (les séries télévisées) : - Ballers - Barry Et aussi - Antoine Tomé dans Poltergeist : Les Aventuriers du surnaturel (série télévisée) - Jean-Jacques Nervest dans Volte-face - Mathieu Buscatto dans Amy (série télévisée) - Mouss Diouf (*1964 - 2012) dans Un duplex pour trois - Peter King dans Barbershop 2 - Pierre Dourlens dans Sur écoute (série télévisée) - Saïd Amadis dans Écrire pour exister - Patrick Brüll dans The Collector - Laurent Maurel dans The Dark Knight Rises - Emmanuel Jacomy dans Nos pires amis (en) |